# 10.000 đồng (tiền Việt)
10.000 đồng (tiền Việt Nam) là đồng tiền của Việt Nam. Đây là đồng tiền được in polymer có mệnh giá thấp nhất, và đồng tiền này cùng với đồng tiền 200.000 đồng là hai đồng tiền nói chung và đồng tiền polymer nói riêng hiện đang lưu hành phát hành muộn nhất, vào ngày 30 tháng 8 năm 2006. Màu sắc tổng thể:Màu nâu đậm trên nền màu vàng xanh.

Mặt trước tờ 10.000 đồng

10.000 là đồng tiền mệnh giá lớn thứ 6 (so với 500.000 đồng).

## Thông tin
| Mệnh giá | Kích thước  | Màu chủ đạo           | Miêu tả     | Miêu tả        | Miêu tả   | Phát hành   |
| Mệnh giá | Kích thước  | Màu chủ đạo           | Mặt trước   | Mặt sau        | Loại giấy | Phát hành   |
| -------- | ----------- | --------------------- | ----------- | -------------- | --------- | ----------- |
| 10000 ₫  | 140 × 68 mm | Đỏ tía                | Hồ Chí Minh | Vịnh Hạ Long   | Cotton    | 1990 - 1993 |
| 10000 ₫  | 132 × 60 mm | Nâu đậm trên nền vàng | Hồ Chí Minh | Mỏ dầu Bạch Hổ | Polymer   | 2006        |

## Các mệnh giá khác
- 500.000 đồng (tiền Việt)
- 200.000 đồng (tiền Việt)
- 100.000 đồng (tiền Việt)
- 50.000 đồng (tiền Việt)
- 20.000 đồng (tiền Việt)
- 10.000 đồng (tiền Việt)
- 5000 đồng (tiền Việt)
- 2000 đồng (tiền Việt)
- 1000 đồng (tiền Việt)
- 500 đồng (tiền Việt)
- 200 đồng (tiền Việt)
- 100 đồng (tiền Việt)